# Canton de Caussade
Le canton de Caussade est un ancien canton français du département de Tarn-et-Garonne et de la région Occitanie.

## Communes
Le canton de Caussade comprenait les 11 communes suivantes :
| Nom                     | Code Insee | Intercommunalité        | Superficie (km2) | Population (dernière pop. légale) | Densité (hab./km2) |
| ----------------------- | ---------- | ----------------------- | ---------------- | --------------------------------- | ------------------ |
| Cayriech                | 82040      | CC du Quercy Caussadais | 7,59             | 275 (2014)                        | 36                 |
| Caussade                | 82037      | CC du Quercy Caussadais | 45,73            | 6 805 (2014)                      | 149                |
| Septfonds               | 82179      | CC du Quercy Caussadais | 27,05            | 2 171 (2014)                      | 80                 |
| Cayrac                  | 82039      | CC du Quercy Caussadais | 6,21             | 545 (2014)                        | 88                 |
| Lavaurette              | 82095      | CC du Quercy Caussadais | 13,63            | 210 (2014)                        | 15                 |
| Mirabel                 | 82110      | CC du Quercy Caussadais | 32,07            | 1 015 (2014)                      | 32                 |
| Monteils                | 82126      | CC du Quercy Caussadais | 12,08            | 1 363 (2014)                      | 113                |
| Réalville               | 82149      | CC du Quercy Caussadais | 25,09            | 1 887 (2014)                      | 75                 |
| Saint-Cirq              | 82159      | CC du Quercy Caussadais | 15,96            | 539 (2014)                        | 34                 |
| Saint-Georges           | 82162      | CC du Quercy Caussadais | 9,09             | 250 (2014)                        | 28                 |
| Saint-Vincent-d'Autéjac | 82174      | CC du Quercy Caussadais | 16,27            | 279 (2013)                        | 17                 |

## Représentation

### Conseillers généraux de 1833 à 2015
| Période | Période          | Identité                                  | Étiquette                                             | Qualité |
| ------- | ---------------- | ----------------------------------------- | ----------------------------------------------------- | --- |
| 1833    | 1836             | Jean François Garrisson (1785-1869)       |                                                       | Conseiller à la Cour royale de Toulouse                                                                       |
| 1836    | 1848             | Léon de Maleville                         | Opposition libérale                                   | Député (1834-1851, 1871-1876) Sous-secrétaire d'Etat Propriétaire à Caussade Sénateur (1875-1879)             |
| 1848    | 1852             | Jean-Baptiste Vaïsse                      |                                                       | Maire de Caussade (1848-1851)                                                                                 |
| 1852    | 1861             | Edmond Saint-Maurice                      |                                                       | Maire de Caussade (1851-1855)                                                                                 |
| 1861    | 1892             | Adrien Prax-Paris                         | Appel au peuple (Bonapartiste) puis Union des Droites | Député (1869-1870 et 1871-1902) Maire de Montauban (1860-1871) Propriétaire du château de Treilhou à Caussade |
| 1892    | 1897 (démission) | Henri Courtois (gendre de L.de Maleville) | Républicain                                           | Propriétaire à Caussade                                                                                       |
| 1897    | 1904             | Léonce Chalret du Rieu                    | Conservateur                                          | Propriétaire à Réalville                                                                                      |
| 1904    | 1909 (décès)     | Henri Rey                                 | Républicain                                           | Industriel - Maire de Septfonds                                                                               |
| 1909    | 1919             | Philippe Courtois de Malleville           | Républicain                                           | Auditeur au Conseil d'État                                                                                    |
| 1919    | 1940             | Léonce Granié                             | RG                                                    | Notaire - Maire de Caussade (1920-1942)                                                                       |
|         |                  |                                           |                                                       | |
| 1945    | 1949             | Jean Malavelle                            | SFIO                                                  | Maire de Caussade (1946-1947)                                                                                 |
| 1949    | 1961             | Louis Roziès                              | Rad.                                                  | Adjoint au maire de Caussade                                                                                  |
| 1961    | 1992             | Jean Bonhomme                             | UNR puis UDR puis RPR                                 | Médecin Député (1968-1981 et 1986-1988) Maire de Caussade (1959-1989)                                         |
| 1992    | 1998             | Yvon Collin                               | PRG                                                   | Directeur de cabinet Sénateur (1988-2020) Maire de Caussade (1989-2008)                                       |
| 1998    | 2011             | François Bonhomme (Fils de Jean Bonhomme) | RPR puis UMP                                          | Fonctionnaire Maire de Caussade (2008-2016) Sénateur depuis 2014                                              |
| 2011    | 2015             | Jacques Tabarly                           | PRG                                                   | Chef d'entreprise Maire de Septfonds (2001-2020)                                                              |

### Conseillers d'arrondissement (de 1833 à 1940)
| Période                                  | Période      | Identité                                         | Étiquette                         | Qualité |
| ---------------------------------------- | ------------ | ------------------------------------------------ | --------------------------------- | --- |
| 1833                                     | 1842         | M. Vaïsse                                        |                                   | Notaire à Caussade                                                                                          |
| 1842                                     | 1848         | M. Couitès-Bringou                               |                                   | Négociant à Caussade                                                                                        |
|                                          |              |                                                  |                                   | |
| 1895                                     | 1917 (décès) | Léonce Attié (1836-1917)                         | Républicain progressiste (modéré) | Propriétaire, ancien maire de Caussade (1876-1878)                                                          |
|                                          |              |                                                  |                                   | |
| 1925                                     | 1940         | Adrien Ernest Attié (1879-1950, fils de L.Attié) | URD                               | Vétérinaire à Caussade                                                                                      |
| 1940                                     |              |                                                  |                                   | Les conseils d'arrondissement ont été suspendus par la loi du 12 octobre 1940 et n'ont jamais été réactivés |
| Les données manquantes sont à compléter. |              |                                                  |                                   | |

## Démographie
| 1962   | 1968   | 1975   | 1982   | 1990   | 1999   | 2006   | 2011   | 2012   |
| ------ | ------ | ------ | ------ | ------ | ------ | ------ | ------ | ------ |
| 10 383 | 11 004 | 11 339 | 11 895 | 12 479 | 12 834 | 14 219 | 14 933 | 15 093 |